# Alfredo Poledrini
Alfredo Poledrini (ur. 30 czerwca 1914 w Genui, zm. 23 kwietnia 1980) – włoski duchowny rzymskokatolicki, arcybiskup tytularny, dyplomata papieski.

## Biografia
27 marca 1937 otrzymał święcenia prezbiteriatu.
27 października 1965 papież Paweł VI mianował go pronuncjuszem apostolskim w Zambii oraz arcybiskupem tytularnym vazarskim. 5 grudnia 1965 przyjął sakrę biskupią z rąk sekretarza stanu kard. Amleto Giovanniego Cicognaniego. Współkonsekratorami byli Substytut do Spraw Ogólnych Sekretariatu Stanu abp Angelo Dell’Acqua oraz  delegat apostolski w Stanach Zjednoczonych abp Egidio Vagnozzi.
Jako ojciec soborowy wziął udział w czwartej sesji soboru watykańskiego II. Od 21 maja 1966 akredytowany był również w Malawi. Z Nuncjatury Apostolskiej w Zambii odszedł w 1970.
20 września 1971 został pronuncjuszem apostolskim w Lesotho i delegatem apostolskim w Południowej Afryce. Zrezygnował z tych stanowisk 18 września 1978.